# Godzilla Raids Again
Godzilla Raids Again (japanska: ゴジラの逆襲, Gojira no Gyakushū), är en japansk film som hade biopremiär i Japan den 24 april 1955, regisserad av Motoyoshi Oda. Det är den andra filmen om det klassiska filmmonstret Godzilla.

## Handling
Kôji Kobayashi havererade med sitt flygplan på en öde ö. Hans bästa vän, Shoichi Tsukioka, hittar honom och lyckas landa intill, så att han kan räddas. De två piloterna chockas när de får se två jättelika monster slåss innan de faller i oceanen. De skyndar sig tillbaka till Japan för att informera regeringen om vad de sett. Snart inser världen att ett monster nära besläktat med originalet Godzilla är löst tillsammans med ett nytt monster, Angilas. De två monstren kommer till Osaka där de återupptar sitt slagsmål. Angilas dödas och Godzilla förstör staden. Några veckor senare hittar Kôji Godzilla på en kall ö norr om Japan. Han informerar flygvapnet som börjar att bomba odjuret. Koji försöker distrahera monstret, men hans plan träffas av Godzillas radioaktiva andedräkt, kraschar på en bergssluttning och orsakar ett jordskred som delvis begraver Godzilla. Militären får då idén att begrava monstret i is, förhoppningsvis för alltid.

## Rollista (urval)
- Hiroshi Koizumi - Shoichi Tsukioka
- Setsuko Wakayama - Hidemi Yamaji
- Minoru Chiaki - Kôji Kobayashi
- Takashi Shimura - Kyohei Yamane-hakase
- Katsumi Tezuka - Angilas
- Haruo Nakajima - Godzilla

### Fotnoter
1. ↑  ”Gojira no gyakushû” (på engelska). Internet Movie Database. 24 april 1955. http://www.imdb.com/title/tt0048127/releaseinfo?ref_=tt_ov_inf. Läst 22 september 2016.